# Diocesi di Limisa
La diocesi di Limisa (in latino Dioecesis Limisensis) è una sede soppressa e sede titolare della Chiesa cattolica.

## Storia
Limisa, identificabile con Ksar Lemsa nei pressi di Oueslatia nel governatorato di Kairouan in Tunisia, è un'antica sede episcopale della provincia romana di Bizacena.
Unico vescovo noto di Limisa è Donatus episcopus ecclesiae Limmicensis, che assistette al concilio antimonotelita del 646.
Dal 1925 Limisa è annoverata tra le sedi vescovili titolari della Chiesa cattolica; dal 12 luglio 2023 il vescovo titolare è Volodymyr Firman, vescovo ausiliare di Ternopil'-Zboriv.

## Cronotassi

### Vescovi
- Donato † (menzionato nel 646)

### Vescovi titolari
- Francesco Maffei † (24 giugno 1926 - 25 ottobre 1937 deceduto)
- Cesar Maria Guerrero y Rodriguez † (16 dicembre 1937 - 14 maggio 1949 nominato vescovo di San Fernando)
- Johannes Bydolek † (10 settembre 1949 - 18 ottobre 1957 deceduto)
- Victor Joseph Reed † (5 dicembre 1957 - 21 gennaio 1958 nominato vescovo di Oklahoma City-Tulsa)
- Ángel Riesco Carbajo † (15 febbraio 1958 - 2 luglio 1972 deceduto)
- Victorio Oliver Domingo (5 settembre 1972 - 20 dicembre 1976 nominato vescovo di Tarazona)
- Francisco Garmendia Ayestarán † (24 maggio 1977 - 16 novembre 2005 deceduto)
- John Bura † (3 gennaio 2006 - 17 gennaio 2023 deceduto)
- Volodymyr Firman, dal 12 luglio 2023